# Гуцул-Дарго
Гуцул-Дарго — вольное общество даргинцев и историческая область в Дагестане на части территории современного Агульского района. Является самой южной областью расселения даргинцев. Центр союза — село Чираг.

## История

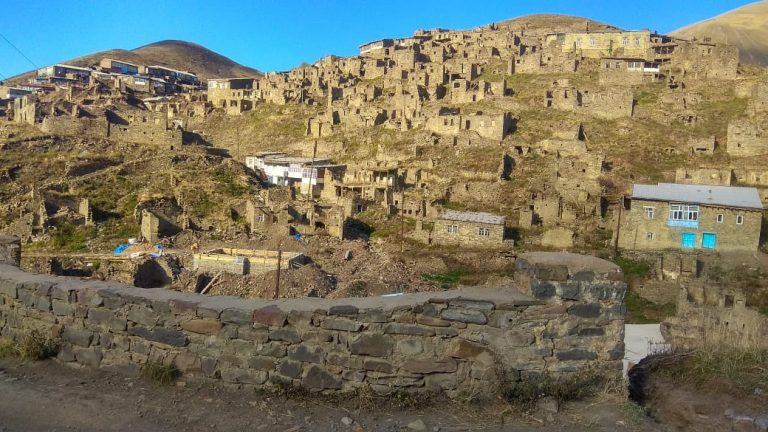
Чираг, наши дни

### Образование
Как пишет профессор Расул Магомедов, образование союза связано со вторжением Тамерлана в Дагестан. Согласно преданиям, отряды Тамерлана дошли до самого Чирага и разорили сёла Калхала, Каная, Барши, Нихтала, развалины которых существуют доныне. По легенде, чирагцы обратились за помощью к остальным даргинцам, но те сами были только что разгромлены полчищами тимуридов и не могли никак помочь. После ухода Тамерлана разочарованные чирагцы и их соседи объединились в общество Гуцул-Дарго, отдельное от Буркун-Дарго и Уцми-Дарго.

### XIX век

#### Чирагское сражение
Село Чираг считалось важным стратегическим пунктом, из которого можно было контролировать положение дел по всему Дагестану. Из-за этого Россией здесь были построены две крепости. Первая – непосредственно перед селением, на правом берегу реки Чираг-чая и притока Кума-арка, над утесом. Другая крепость – на месте развалин средневекового городища Ричахъе. В обоих русских укреплениях постоянно содержались две роты Апшеронского полка. Узнав о том, что Чирагскую крепость обороняет малочисленный состав солдат, Сурхай-хан Казикумухский с отрядом из 5-6 тысяч, по русским данным, напал на крепость в январе 1820 года. Обороняли крепость 400 солдат с пушками. В ночь на 19 декабря внезапным нападением было убито 80 солдат, спящих в казарме. 
Осада Чирагской крепости продолжалась три дня. Израсходованы были все запасы воды. Сурхай уже получил весть о том, что пала Акуша и вынужден был снять осаду из-за приближающегося русского подкрепления. В Чираге уцелело лишь 70 солдат из 400, среди которых не ранено только 8. Но удержать Чирагский пост им удалось. Чирагцы принимали участие на стороне тех и других. В результате продолжительной осады была сожжена мечеть и разрушен минарет. Некоторые чирагцы пострадали, многие остались без крова. После окончания сражения чирагцы не пускали к воде русских солдат, которым пришлось построить лестницу по отвесной скале до речки. Часть ступенек от этой лестницы сохранилась вплоть до средины XX века.
В следующем, в 1820 году, русская крепость в Чираге стала опорой для нападения на Казикумух и Сурхай-хана. 10 июня 1820 года князь генерал-лейтенант В. Г. Мадатов с войсками прибыл в Чираг. До сих пор сохранились название мест, связанные с пребыванием русских солдат в Чираге. Русская крепость (дарг. кьялгIя) в настоящее время разрушена, камень был использован для строительства домов, которые возведены на месте бывшего укрепления.
В период Кавказской войны многие гуцул-даргинцы ушли из селений и сражались с царскими войсками, несмотря на то, что в их селениях были российские военные укрепления и крепости.